# 福克斯通 (佐治亚州)
福克斯通（英語：Folkston, Georgia）是美国佐治亚州查尔顿县内的一座城市，是该县的县府所在地。根据2000年的人口普查它有2178名居民。

## 地理
福克斯通的地理位置为30°50′4″N 82°0′17″W / 30.83444°N 82.00472°W。
根据美国人口调查局的数据福克斯通面积9.3平方公里，全部是陆地面积。

## 人口
根据2000年的人口普查福克斯通有2178名居民，分817个户、548个家庭，其人口密度为每平方公里233.6人。其中46.14%是美国白人、51.52%是非裔美国人、0.18%是美洲土著人、0.41%是亚裔美国人、0.05%是太平洋土著人、0.18%是其它人中、1.52%是混血儿。西班牙裔或者其他拉丁美洲裔的人占0.87%。
市内的817户中有31.9%有18岁以下的未成年人、41.6%是结婚夫妇、21.9%是带孩子的单身妇女、32.9%不是家庭、29.0%是单身汉、12.7%有65岁以上的老年人。平均每户2.58人，平均每个家庭3.20人。
市内的年龄结构为29.0%在18岁以下、8.9%在18岁至24岁之间、26.4%在25至44岁之间、20.5%在45至64岁之间、15.2%在65岁以上。平均年龄为36岁。女子对男子的性别比为100：82.0。成年人的性别比为100：78.3。
市内每户平均年收入为21,840美元。家庭平均年收入为32,375美元。男子平均年收入26,302美元、女子平均年收入19,816美元。人均年收入13,653美元。约26.1%的家庭和28.6%的居民生活在贫困线以下，其中包括39.8%的未成年人和20.4%的老年人。

## 福克斯通漏斗
事实上所有去往佛罗里达的火车均必须经过福克斯通，因此它也被戏称为“福克斯通漏斗”。每天有60次火车经过福克斯通，有些年份里会有居民数十倍的游客因此来福克斯通。城市因此建造了一个带有野餐桌、椅子、篝火坑、烤炉和休息室的平台专门供游客看火车。夜间灯光从平台照亮前面的铁路，因此愿意的人在夜里也可以看火车。

## 传统
每年十月的第二个星期六会举办庆祝，庆祝从上午11点开始。

## 学校
福克斯通有三所小学和一所中学。

## 名人
橄榄球运动员查普·贝利和波斯·贝利。